# كليبر روميرو
كليبر روميرو (14 فبراير 1976 في البرازيل – )؛ هو لاعب كرة قدم سابق كان يلعب كلاعب وسط.

## وصلات خارجية
- كليبر روميرو على موقع رابطة كرة القدم اليابانية للمحترفين (اليابانية)
- كليبر روميرو على موقع قاعدة بيانات كرة القدم.إي يو (الإنجليزية)
- كليبر روميرو على موقع Soccerway.com (الإنجليزية)